# Alfred Schöffler
Alfred Schöffler (* 6. März 1929 in Eschenau; † 27. Juni 2017 in Obersulm) war ein deutscher Politiker (SPD) und Mitglied des Landtages von Baden-Württemberg.

## Leben und Beruf
Nach dem Volksschulabschluss in Eschenau absolvierte Alfred Schöffler eine Malerlehre. 1953 bestand er die Meisterprüfung. Schöffler war verheiratet und hatte eine Tochter und vier Enkelkinder.

## Politik
1962 trat Schöffler der SPD bei. Bereits drei Jahre zuvor war er in den Gemeinderat von Eschenau gewählt worden, dem er bis zur Aufgabe der Selbständigkeit des Ortes 1972 angehörte. Anschließend war er bis 1999 Mitglied des Gemeinderates der neu gegründeten Gemeinde Obersulm. Im gleichen Zeitraum gehörte er dem Eschenauer Ortschaftsrat an und war von 1975 bis 1999 Ortsvorsteher. Von 1971 bis 1999 war er darüber hinaus in den Kreistag des Landkreises Heilbronn gewählt worden. 1984 wurde er Abgeordneter des Landtages von Baden-Württemberg, dem er bis 2001 angehörte. Schöffler vertrat stets ein Zweitmandat im Landtagswahlkreis Neckarsulm und war weinbau- und forstpolitischer Sprecher der SPD-Landtagsfraktion.